# Нэшвилл (сезон 1)
Первый сезон американского драматического телесериала «Нэшвилл» стартовал на канале ABC 10 октября 2012 года, а финал был показан 22 мая 2013 года. Сезон состоит из двадцати одного эпизода, каждый из которых, за исключением пилотного, был назван в честь песен Хэнка Уильямса.
Сериал создан лауреатом премии «Оскар» Кэлли Хоури, и продюсируется ею при участии Эр Джея Катлера, Ди Джонсон, Джима Пэрриота, Стива Бюкхэннана и Конни Бриттон. В центре сюжета находится индустрия кантри-музыки, и две певицы: Рейна Джеймс в исполнении Конни Бриттон, и Джульетта Барнс (Хайден Панеттьер). Помимо двух ведущих героинь в сериале присутствует актёрских ансамбль из более десятка основных регулярных и приглашенных актёров, появляющихся в каждом из эпизодов сезона.
Первый сезон получил благоприятные отзывы от телевизионных критиков и стал наиболее высоко оцененной новинкой телесезона 2012-13 на широковещательном телевидении. В июне 2012 года проект получил премию «Выбор телевизионных критиков» в категории «Самый захватывающий и ожидаемый телесериал». 12 ноября, после выхода пяти эпизодов, канал продлил сериал на полный сезон. Конни Бриттон была номинирована на Премию «Золотой глобус» за лучшую женскую роль в телевизионном сериале — драма, а Хайден Панеттьер на «Золотой глобус» за лучшую женскую роль второго плана, в то время как проект выдвинут на премию Гильдии сценаристов США за лучший сценарий и «Выбор народа» как лучшая новая драма.
Два альбома: The Music of Nashville: Season 1 Volume 1 и The Music of Nashville: Season 1 Volume 2, а также почти все песни из эпизодов, были выпущены в рамках первого сезона.

## Актёры и персонажи
| - Конни Бриттон — Рейна Джеймс (21 эпизод) - Хайден Панеттьер — Джульетта Барнс (21 эпизод) - Клер Боуэн — Скарлетт О `Коннор (21 эпизод) - Эрик Клоуз — Тедди Конрад (21 эпизод) - Чарльз Истен — Дикон Клейборн (21 эпизод) - Джонатан Джексон — Эйвери Баркли (21 эпизод) - Сэм Палладио — Гуннар Скотт (21 эпизод) - Роберт Рэй Уиздом — Коулмен Карлайл (14 эпизодов) - Пауэрс Бут — Ламар Уайетт (17 эпизодов) | - Повторяющейся состав - Джудит Хоаг — Тэнди Уайетт (17 эпизодов) - Сильвия Джеффрис — Джолин Барнс (14 эпизодов) - Леннон Стелла — Мэдди Конрад (16 эпизодов) - Мэйси Стелла — Дафни Конрад (16 эпизодов) - Кимберли Уильямс-Пейсли — Пегги Кентер (13 эпизодов) - Крис Кармак — Уилл Лексингтон (6 эпизодов) - Джей Эрнандес — Данте Ривас (6 эпизодов) - Михиль Хаусман — Лиам Маккигес (8 эпизодов) - Тилки Монтгомери Джонс — Шон Батлер (5 эпизодов) - Риа Килстедт — Мэрилин Родс (8 эпизодов) - Сьюзан Миснер — Стейси (5 эпизодов) - Фоновые персонажи - Дэвид Элфор — Баки Дауэс (21 эпизод) - Эд Аматрудо — Гленн Гудман (14 эпизодов) - Кортни Хансен — Эмили (18 эпизодов) - Тодд Трули — Маршалл Эванс (11 эпизодов) - Хлоя Беннет — Хейли (7 эпизодов) - Николас Стронг — Джей Ти (8 эпизодов) - Тиффани Морган — Джинни Бьюкенен (4 эпизода) - Дж. Карен Томас — Одри Карлайл (4 эпизода) | - Дж. Д. Саузер — Уотти Уайт (6 эпизодов) - Вайклеф Жан — Доминик Кинг (5 эпизодов) - Бёрджесс Дженкинс — Рэнди Робертс (3 эпизода) - Дэвид Клейтон Роджерс — Джейсон Скотт (3 эпизода) - Кэти Курик — в роли себя (2 эпизода) - Минг-На Вен — Калиста Ривз (1 эпизод) - Винс Гилл — в роли себя (1 эпизод) - Кип Мур — в роли себя (1 эпизод) - Дэн Ауэрбах — в роли себя (1 эпизод) - Брэд Пейсли — в роли себя (1 эпизод) |

## Эпизоды
| № общий | № в сезоне | Название                                          | Режиссёр            | Автор сценария                           | Дата премьеры   | Произв. код | Зрители в США (млн) |
| --- | ---------- | ------------------------------------------------- | ------------------- | ---------------------------------------- | --------------- | ----------- | ------------------- |
| 1 | 1          | «Pilot»                                           | Ар Джей Катлер      | Кэлли Хоури                              | 10 октября 2012 | 101         | 8,93                |
| В пилотном эпизоде главная героиня сериала Рэйна Джеймс узнает, что её лейбл хочет чтобы она присоединилась к туру молодого дарования Джульетты Барнс, и выступала у неё на разогреве. Рэйна, которая более двадцати лет была «королевой кантри» и была на вершине, не хочет выступать с бездарной певицей и в конечном счете отказывает в совместном туре новому директору лейбла. Осложняет жизнь Рэйна и её отец Ламар Уайетт, который решает сделать её мужа Тедди кандидата на пост Мэра города, против воли Рэйны. |            |                                                   |                     |                                          |                 |             |                     |
| 2 | 2          | «I Can't Help It (If I'm Still in Love with You)» | Эр Джей Катлер      | Кэлли Хоури                              | 17 октября 2012 | 102         | 6,74                |
| Предвыборная кампания Тедди набирает обороты, в ходе которой раскрываются некоторые шокирующие семейные секреты. Между тем Коулмен Колдуэлл начинает закладывать основу для своей предвыборной кампании и понимает, что Ламар готов на все чтобы победить его. Тем временем Джульетта не останавливается не перед чем чтобы заполучить Дикона Клэйборна и тем самым нанести удар Рэйне, а Скарлетт мечется между своим желанием петь с Гуннаром и отношениями с Эйвери. |            |                                                   |                     |                                          |                 |             |                     |
| 3 | 3          | «Someday You'll Call My Name»                     | Майкл Энглер        | Лиз Тайглаар                             | 24 октября 2012 | 103         | 6,54                |
| Рэйна и Тедди понимают, что они на грани банкротства и Рэйна решает поддержать мужа в его предвыборной кампании. Джульетта предлагает Дикону эксклюзивный контракт на записи и гастроли с ней, а тем временем её проблемная мать Джолин Барнс драматическим образом вновь возвращается в жизнь дочери. Между тем будущий успех Скарлетт и Гуннара благодаря Вэтти находится под угрозой. |            |                                                   |                     |                                          |                 |             |                     |
| 4 | 4          | «You Win Again»                                   | Пол Маккрейн        | Тодд Кесслер Эллис                       | 31 октября 2012 | 104         | 5,74                |
| В жизнь Тедди возвращается женщина из его прошлого и их брак с Рэйной проходит проверку на прочность. Рэйна тем временем вместе с Дэйконом выступает на мероприятии по сбору денег, а Джульетта появляется на шоу «Good Morning America». |            |                                                   |                     |                                          |                 |             |                     |
| 5 | 5          | «Move it On Over»                                 | Лесли Линка Глаттер | Дэвид Маршалл Грант                      | 7 ноября 2012   | 105         | 6,07                |
| Рэйна прекращает видеться с Диконом после того как Тедди ставит ей ультиматум, а Джульетта тем временем борется с зависимостью своей матери Джолин. |            |                                                   |                     |                                          |                 |             |                     |
| 6 | 6          | «You're Gonna Change (Or I'm Gonna Leave)»        | Дэвид Петрарка      | Мередит Лавандер и Марси Улин            | 14 ноября 2012  | 106         | 5,93                |
| Рэйна обращается за помощью к новому музыкальному продюсеру Лиаму Маккиннису, который является рокером, чтобы изменить своё звучание. Джульетта тем временем пытается изменить свой имидж и принимает участие в благотворительной кампании, где знакомится с молодым футболистом Шоном Батлером. |            |                                                   |                     |                                          |                 |             |                     |
| 7 | 7          | «Lovesick Blues»                                  | Мими Ледер          | Венди Кэлхун                             | 28 ноября 2012  | 107         | 5,69                |
| Маршал Эванс подталкивает Рэйну к совместному дуэту в рамках крупного мероприятия и Тедди тем временем рассказывает ей правду о предвыборной кампании и его хищении миллионов. |            |                                                   |                     |                                          |                 |             |                     |
| 8 | 8          | «Where He Leads Me»                               | Венди Станцлер      | Джейсон Джордж                           | 5 декабря 2012  | 108         | 5,95                |
| Дуэтная песня Рэйны с Джульеттой «Wrong Song» попадает в Топ 10 чарта Billboard и Маршал хочет чтобы они записали студийную версию для выпуска сингла. Тайна о краже Тедди миллионов в прошлом, но Коулмен отправляет Рэйне снимки на которых засняты Тедди и Пегги и тем самым пытается представить их так, что у них роман. Между тем Скарлетт получает предложение стать солисткой одной группы и тогда же песня, которую она написала вместе с Гуннаром получает опционный контракт от лейбла на запись. |            |                                                   |                     |                                          |                 |             |                     |
| 9 | 9          | «Be Careful of Stones That You Throw»             | Пол Маккрейн        | Дэвид Гулд                               | 9 января 2013   | 109         | 5,92                |
| Ламар шантажирует Рэйну раскрыть правду об отце Мэдди, когда она решает взять дочерей в турне,а Джульетта и Шон внезапно сбегают и тайно женятся, что не нравится матери Шона. Дикон воссоединяется со своей бывшей группой, а Эйвери отправляется в Атланту после того как получает возможность записать материал после секса с продюсером Мэрилин Родос. |            |                                                   |                     |                                          |                 |             |                     |
| 10 | 10         | «I'm Sorry for You My Friend»                     | Санаа Хамри         | Дана Гринблатт                           | 16 января 2013  | 110         | 6,54                |
| Рэйна с Джульеттой готовят первый совместный концерт в Сан-Диего, а Тедди выигрывает выборах мэра. Рэйна удивляет Тедди, придя увидеть как он становится мэром. |            |                                                   |                     |                                          |                 |             |                     |
| 11 | 11         | «You Win Again»                                   | Пол А. Эдвардс      | Лиз Тайглаар                             | 23 января 2013  | 111         | 5,51                |
| Дикон присоединяется к туру Рэйны и Джульетты, чем не доволен Тедди. |            |                                                   |                     |                                          |                 |             |                     |
| 12 | 12         | «I've Been Down That Road Before»                 | Стивен Крэгг        | Мередит Лавендер и Марси Улин            | 6 февраля 2013  | 112         | 5,30                |
| Джульетта хочет сменить свой музыкальный стиль, а Рэйна целуется с Диконом в лифте. Тедди просит у Рэйны развод. |            |                                                   |                     |                                          |                 |             |                     |
| 13 | 13         | «There'll Be No Teardrops Tonight»                | Эрик Штольц         | Тодд Кесслер Эллис и Дэвид Маршалл Грант | 13 февраля 2013 | 113         | 5,74                |
| Рэйна пытается найти утешение с Лиамом, а Джульетта тем временем решает внести изменения в её выступления. Рэйна и Тедди рассказывают дочерям о разводе, а Мэдди узнает о романе Тедди с Пегги. |            |                                                   |                     |                                          |                 |             |                     |
| 14 | 14         | «Dear Brother»                                    | Джонатан Понтелл    | Нэнси Миллер и Дана Гринблатт            | 27 февраля 2013 | 114         | 5,20                |
| Рэйна находится под прицелом прессы из-за развода, а Джульетта устраивает вечеринку для Дикона. Рэйна предлагает Скарлетт подписать контракт с её лейблом в качестве сольной исполнительницы. |            |                                                   |                     |                                          |                 |             |                     |
| 15 | 15         | «When You're Tired of Breaking Other Hearts»      | Пол Маккрейн        | Дэвид Гулд и Джейсон Джордж              | 27 марта 2013   | 115         | 5,18                |
| В ходе концерта Джульетты происходит несчастный случай и на зрителей, среди которых была Мэдди, падают декорации. Гуннар пытается выяснить кто убил его брата, а Рэйна разговаривает с Кэти Курик о разводе. |            |                                                   |                     |                                          |                 |             |                     |
| 16 | 16         | «I Saw the Light»                                 | Джули Эбер          | Венди Кэлхун                             | 3 апреля 2013   | 116         | 5,54                |
| Во время тура Мэдди говорит Рэйне, что хочет стать певицей, а Дикон берет в тур Стейси. У Ламара случается сердечный приступ. |            |                                                   |                     |                                          |                 |             |                     |
| 17 | 17         | «My Heart Would Know»                             | Санаа Хамри         | Молли Баккли Сент Джонс                  | 10 апреля 2013  | 117         | 5,96                |
| Рейна возвращается в Нэшвилл, чтобы быть с Ламаром в больнице. Джолин и Дикон недовольны действиями Данте. |            |                                                   |                     |                                          |                 |             |                     |
| 18 | 18         | «Take These Chains from My Heart»                 | Эрик Штольц         | Мередит Лавенден и Мэрси Улин            | 1 мая 2013      | 118         | 5,27                |
| Джолин с подозрением относится к Данте, когда она видит, что он целовал другую женщину. Лиам и Рейна сближаются в хоте записи альбома, а Стейси спрашивает у Дикона о его чувствах к Рейне. Данте сбегает с украденными деньгами Джульетты. |            |                                                   |                     |                                          |                 |             |                     |
| 19 | 19         | «Why Don’t You Love Me»                           | Стивен Крэгг        | Тодд Эллис Кесслер                       | 8 мая 2013      | 119         | 5,38                |
| На вечеринке в честь номинантов на CMA Awards Дикон ссорится с Рейной и уходит от Джульетты. Рейна не может сказать ему правду о Мэдди, а Тэнди тем временем пытается перетянуть Коулмена на свою сторону. Джульетта начинает пить после поступка Данте. |            |                                                   |                     |                                          |                 |             |                     |
| 20 | 20         | «A Picture from Life's Other Side»                | Майкл Ваксман       | Ди Джонсон                               | 15 мая 2013     | 120         | 5,56                |
| Данте угрожает опубликовать видео его секса с Джульеттой, но Джолин решает спасти репутацию дочери и убивает его, а затем кончает жизнь самоубийством, приняв смертельную дозу наркотиков. |            |                                                   |                     |                                          |                 |             |                     |
| 21 | 21         | «I'll Never Get Out of This World Alive»          | Кэлли Хоури         | Кэлли Хоури                              | 22 мая 2013     | 121         | 6,02                |
| За кулисами CMA Awards Дикон спрашивает Рейну о правде насчет Мэдди, и после её ответа оказывается в ярости от того, что она столько лет скрывала его отцовство. Он начинает снова пить,а Джульетта тем временем выигрывает награду, но вместо того, чтобы праздновать, идет к телу своей покойной матери. Тедди получает звонок от генерального прокурора США и встречает Пегги, которая говорит о своей беременности. Тэнди уходит из бизнеса отца и получает предложение властей сдать его, а Гуннар предлагает Скарлетт выйди за него. Когда Рейна видит, что Дикон пьян, она везет его домой и они спорят, в ходе чего их машина попадает в аварию. |            |                                                   |                     |                                          |                 |             |                     |

## Специальный эпизод
| №                                                                                   | Название          | Транслировался между | Дата показа в США | Зрители США (миллионы) |
| ----------------------------------------------------------------------------------- | ----------------- | -------------------- | ----------------- | ---------------------- |
| 1                                                                                   | «The Whole Story» | Эпизоды 8 и 9        | 2 января 2013     | 3,94                   |
| Рекап событий первых восьми эпизодов, рассказанный Чарльзом Эстеном от лица Дикона. |                   |                      |                   |                        |